# Raina Mohylanka
Raina (Regina) lub Kniażna Mohylanka (rum. Chiaina Movilă)  (ur. 1588 w Suczawicy, zm. 18 stycznia 1619 w Wiśniowcu) – najstarsza z czterech córek hospodara mołdawskiego Jeremiego Mohyły, siostra stryjeczna Piotra.
Około 1603 poślubiła Michała Wiśniowieckiego, któremu powiła synów Jeremiego, Aleksandra Romana i Jerzego Krzysztofa oraz córkę Annę.
Wyznawczyni prawosławia i przeciwniczka unii brzeskiej. W „państwie magnackim” swojego męża na lewobrzeżnej Ukrainie ufundowała trzy klasztory prawosławne. Razem z mężem założyli monaster Trójcy Świętej w Ładanie i monaster Opieki Matki Bożej w Hustyni (odpowiednio w 1612 i 1615). Po śmierci małżonka Raina Wiśniowiecka otworzyła jeszcze jedną wspólnotę – Mgarski Monaster Przemienienia Pańskiego w okolicach Łubni.